# Мехмет Алі Талат
Мехмет Алі Талат (тур. Mehmet Ali Talat; нар. 6 липня 1952, Кіренія) — другий президент Турецької республіки Північного Кіпру.

## Біографія
Початкову та середню освіту здобув на Кіпрі. У 1977 році отримав диплом бакалавра та магістра Близькосхідного технічного університету (тур. ODTÜ) за фахом інженера-електротехніка в м. Анкара.
У грудні 1993 року, після парламентських виборів, Мехмет Алі Талат був призначений міністром національної освіти та культури у першій урядовій коаліції Демократичної партії та Республіканської Турецької партії. У другій урядовій коаліції обіймав посаду Міністра національної освіти та культури. У третій коаліції — як заступник прем'єр-міністра очолював Міністерство у справах держави.
14 січня 1996 р. Мехмет Алі Талат очолив Республіканську турецьку партію. У 1998 був обраний депутатом Нікосійского виборчого округу. Після закінчення загальних парламентських виборів був призначений на посаду голови уряду коаліції РТП та ДП.
Мехмет Алі Талат підтримав план мирного врегулювання і об'єднання Кіпру за Планом Аннана, який був виставлений на референдумі 24 квітня 2004 року.
З 8 березня 2005 року очолював другий коаліційний уряд, створений РТП та ДП. До свого обрання на пост Президента 20 квітня 2005 року, Мехмет Алі Талат обіймав посаду прем'єр-міністра.